# Радлинский, Яков Павел
Яков Павел Радлинский (пол. Jakob Radliński; 1680 или 1684, Сандомир — 3 января 1762, Михов) — польский богослов, агиограф, историк, духовный писатель, стихотворец.
Происходил из шляхетского рода. Начальное образование получил дома, затем учился в Краковском иезуитском колледже. С 1713 года преподавал в звании профессора философию и богословие в Михове, также преподавал Закон Божий при монастыре Св. Ядвиги в Страдоме, где, получив в 1718 году степень доктора богословия от Краковского университета, преподавал до 1723 года. Затем, оставив преподавание, был плебаном (пол.) в Хелмском соборе и в 1734—1738 годах служил настоятелем монастыря в Лежайске, с 1738 года являлся каноником, а с 1744 года и до конца жизни служил пробстом в соборе Гроба господня в Михове, в 1745 году принимал участие в восстановлении церкви после пожара.
Всего написал 22 напечатанных и 34 рукописных работы, из которых многие утрачены. Из многочисленных его исторических и теологических трактатов наиболее известны «Archiconfraternitas Sacrosancti Hierosolymitani Sepulchri Domini» (Краков, 1758), «Synopsis nonnullorum privilegiorum, decretorum et aliquorum praerogativorum ord. Canon. Regular. S. Sepulchri» (там же, 1754) и «Constitutiones capitulorum generalium Miechoviènsium» (там же, 1747).